# Reinier Craeyvanger

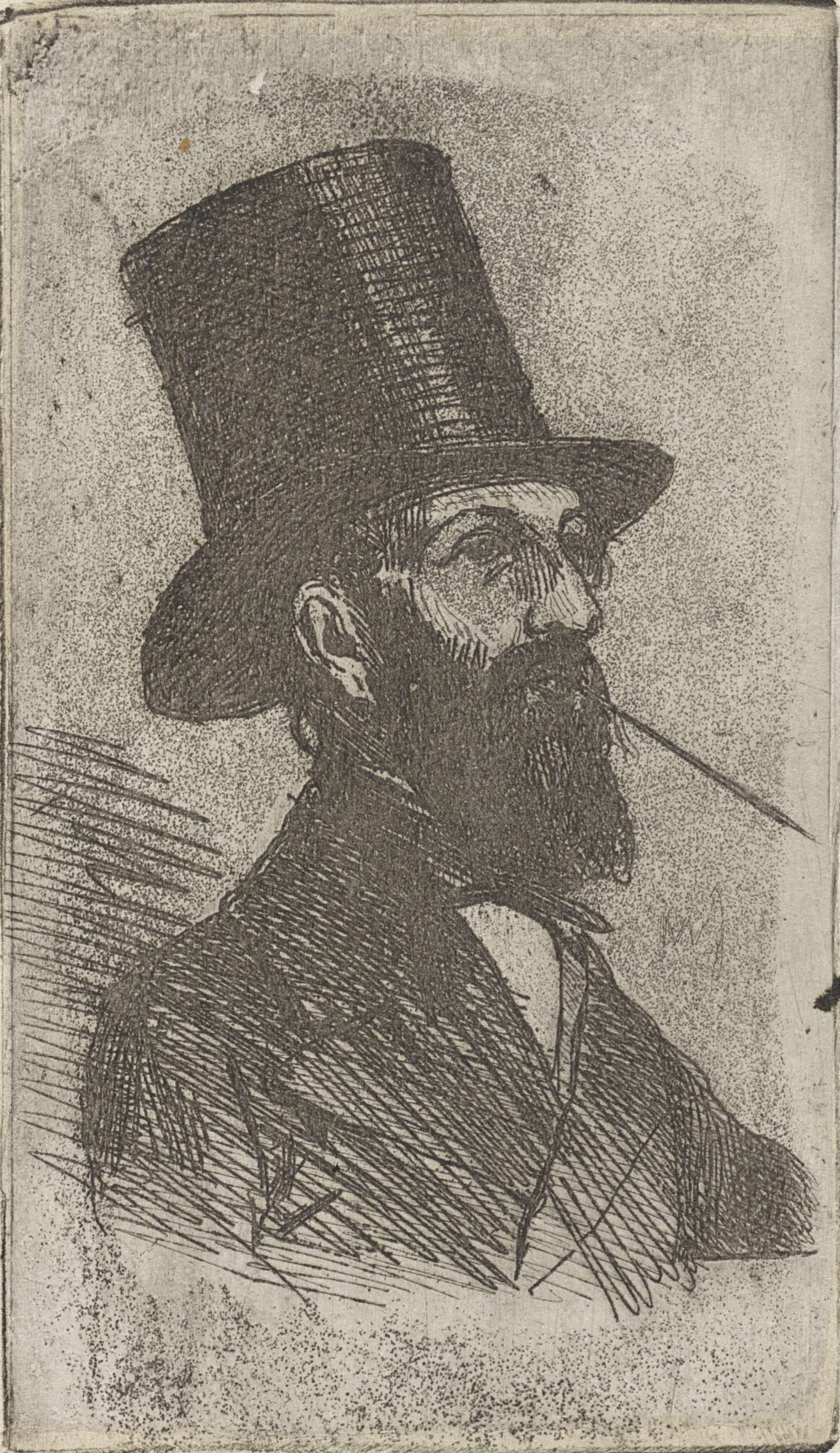
Reinier Craeyvanger door Jan Weissenbruch.

Reinier Craeyvanger (Utrecht, 29 februari 1812 - Amsterdam, 10 januari 1880) was een Nederlands kunstschilder en etser.

## Leven en werk
Reinier Craeyvanger was zoon van de musicus Gerardus Craeyvanger en diens tweede vrouw Elisabeth Margaretha Swillens. Hij was de broer van Gijsbertus Craeyvanger, die eveneens kunstschilder was. Hij studeerde aan de Rijksakademie voor Beeldende Kunsten te Amsterdam, onder andere bij Jan Willem Pieneman.
Craeyvanger schilderde veel stadsgezichten, maar ook landschappen, genrewerken, interieurs en portretten. Veel van zijn werken werden sterk beïnvloed door Jan Steen. 
Craeyvanger was ook een vooraanstaand etser. Hij woonde eind jaren 1840 enige jaren in Den Haag en was daar medeoprichter van De Haagse Etsclub. Ook was hij lid en vijf jaar lang voorzitter van Arti et Amicitiae. In 1880 overleed hij te Amsterdam, op 67-jarige leeftijd.
Werk van Craeyvanger bevindt zich onder andere in de collectie van het Rijksmuseum Amsterdam, het Centraal Museum te Utrecht en het Frans Hals Museum te Haarlem. Zijn etsen zijn tegenwoordig erg gewild bij verzamelaars.
Craeyvanger stond ook bekend als een getalenteerd musicus. Hij had een trefzekere basstem, bespeelde de cello en contrabas.

## Galerij

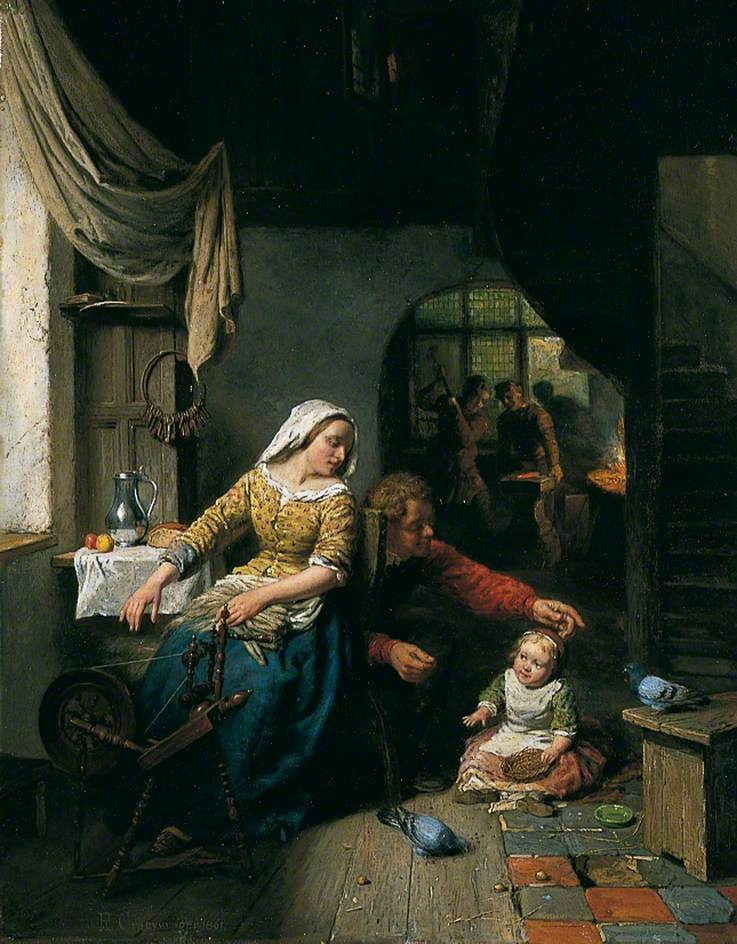
Interieur
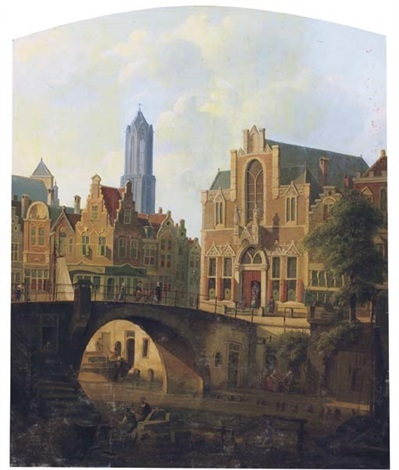
Gezicht op Utrecht
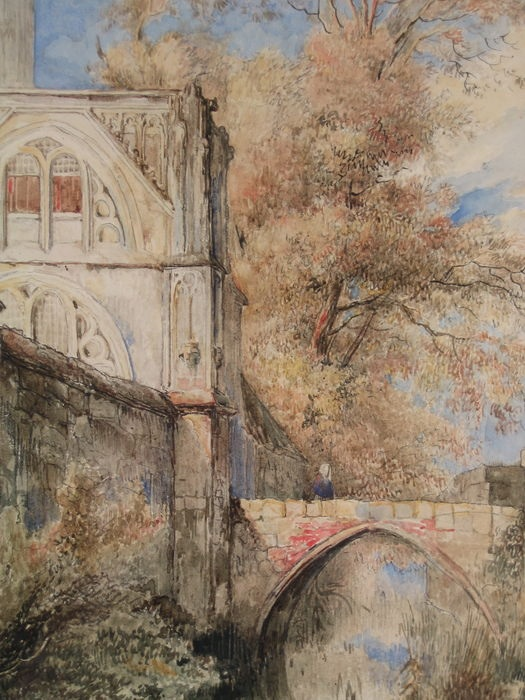
Zicht op een gotisch kerkportaal met brug, ets met waterverf
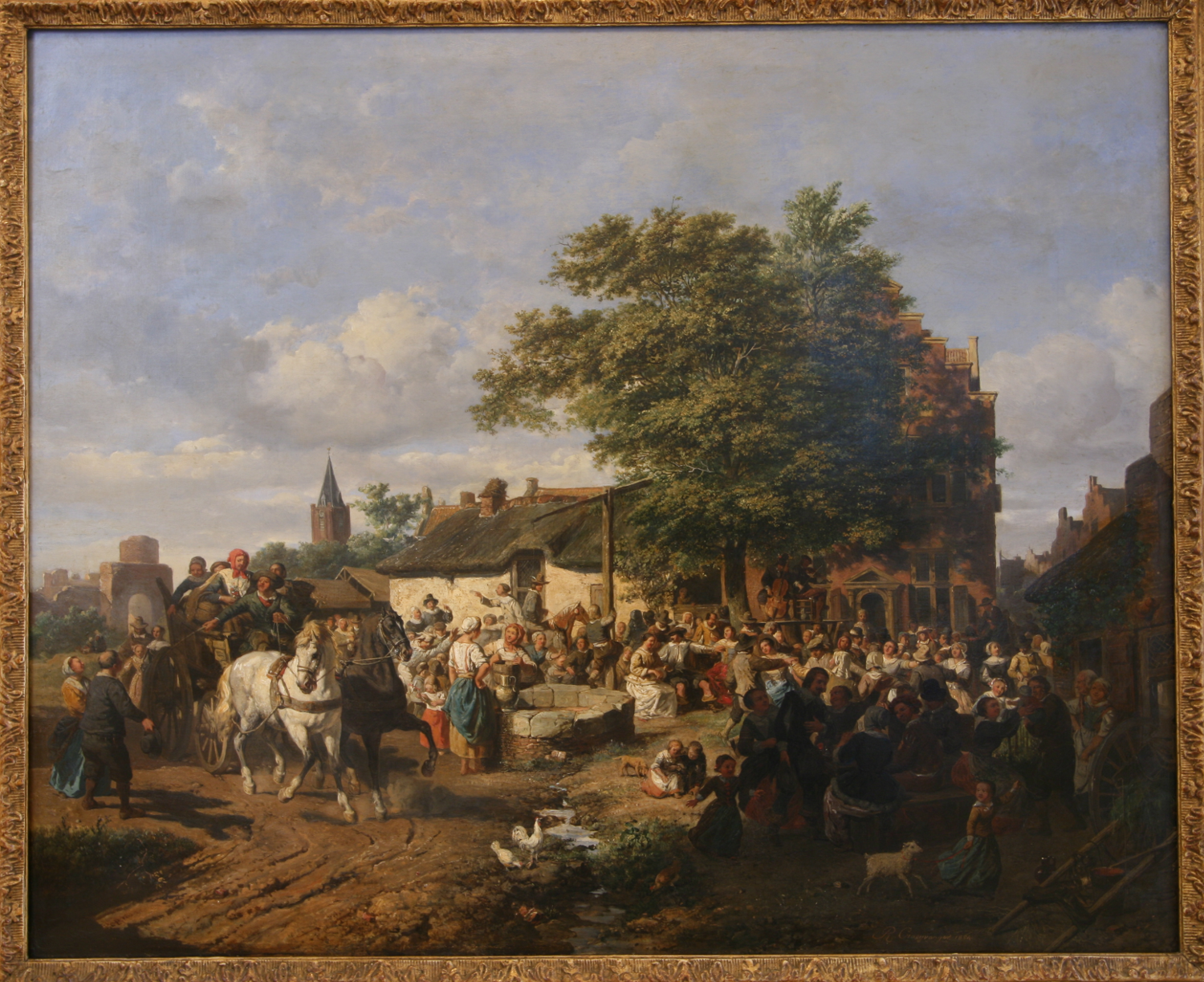
Dorpsfeest